# Pedro Horquilla
Pedro Horquilla Mucientes (Madrid, 12 de junio de 1551 – Madrid, 27 de enero de 1620) fue un poeta y dramaturgo del Siglo de Oro español, autor de algunas obras pertenecientes al género de Novela morisca.

## Biografía
Pocos son los detalles que se conocen de la vida de Horquilla salvo que nació en Madrid, ciudad donde seguramente permanecería el resto de su vida, aunque también pudo mudarse y residir durante algunos años en Granada o Toledo.
De familia humilde, se cree que desempeñaba el oficio de su padre: carpintero; aunque años más tarde trabajó como crítico literario en algunas publicaciones.
En estos artículos de los que todavía se conserva alguno, siempre defendía la estilización clasicista con el uso de recursos retóricos y alusiones a la Antigüedad clásica.
Enamorado durante su juventud de una mujer a la que hace referencia en su obra El musulmán granadí, seguramente perdió el contacto con ella al mudarse a Granada, aunque ambos datos no han podido ser contrastados. Murió solo en Madrid a la edad de 68 años, dejando atrás una vida plagada de reveses y constituyendo una pequeña porción de lo que nos aportaron los escritores del Siglo de Oro español.
Sus relatos más conocidos fueron Amor de celosía y El musulmán granadí (escritos en torno a 1600), contienen una síntesis caballeresco-sentimental del mundo fronterizo español claramente influido por la novella bocacciana anterior a Cervantes.